# Macierz centrosymetryczna
Macierz centrosymetryczna – macierz, której wyrazy położone symetrycznie względem środka tej macierzy są równe.

## Definicja
Formalnie jest to macierz kwadratowa {\displaystyle A=[a_{i,j}]} stopnia {\displaystyle n,} która dla {\displaystyle i,j=1,...,n} spełnia warunek
{\displaystyle a_{i,j}=a_{n-i+1,n-j+1}.}

## Własności
- Niech {\displaystyle J} będzie macierzą kwadratową, gdzie na głównej antyprzekątnej są {\displaystyle 1,} a reszta jest wypełniona {\displaystyle 0.} Macierz {\displaystyle A} jest centrosymetryczna wtedy i tylko wtedy gdy {\displaystyle AJ=JA.}
- Niech macierze {\displaystyle A} i {\displaystyle B} będą centrosymetryczne, wtedy macierze {\displaystyle C=A+B} oraz {\displaystyle D=AB} również są centrosymetryczne.

## Przykłady
- Każda 2×2 macierz centrosymetryczna ma postać

{\displaystyle {\begin{bmatrix}a&b\\b&a\end{bmatrix}}.}
- Każda 3×3 macierz centrosymetryczna ma postać

{\displaystyle {\begin{bmatrix}a&b&c\\d&e&d\\c&b&a\end{bmatrix}}.}
- Symetryczna macierz Toeplitza jest centrosymetryczna.